# Robert de Tréveneuc
 (juillet 2025).
Robert François Alfred Marie Chrestien de Tréveneuc, né le 3 novembre 1860 à Tréveneuc (Côtes-du-Nord) et mort le 5 février 1940 dans la même commune, est un homme politique français.

## Biographie
Fils d'Henri de Tréveneuc, il épouse Henriette Sauvaire de Barthélémy en 1892 et ils ont 3 enfants :  Yvonne, Jeanne (morte des suites d'une blessures dans un bombardement en 1943), et Henri (mort en 1915 comme sous-lieutenant). C'est le beau-frère de Pierre Sauvaire de Barthélémy.
Il est capitaine de cavalerie quand il se présente aux législatives de 1893, comme candidat conservateur dans les Côtes-du-Nord et dévient député de la VIe législature de la Troisième République française. Battu en 1898, il se présente en 1901 à une élection sénatoriale partielle. Il reste au Sénat jusqu'en 1921, où il est battu. Il siège à droite et intervient peu dans les débats.
Il est également officier de la Légion d'honneur, titulaire de la croix de guerre française et belge 1914-1918. Il est cité à l'ordre de l'armée en 1917.
Il meurt à l'âge de 80 ans en son domaine de Pommorio, commune de Tréveneuc.

## Distinctions
- Croix de guerre 1914–1918
- Officier de la Légion d'honneur

## Sources
- « Robert de Tréveneuc », dans le Dictionnaire des parlementaires français (1889-1940), sous la direction de Jean Jolly, PUF, 1960 [détail de l’édition]